# Michael Burleigh
Michael Burleigh (Londres, 1955) es un historiador británico especialista en historia contemporánea.
Burleigh estudió en el University College de Londres. Trabajó como profesor durante 18 años, incluidos los puestos en el New College, Oxford; la London School of Economics; la Universidad de Cardiff, Stanford y Rutgers.
Sus numerosos libros incluyen The Racial State; Death and Deliverance; Germany Turns Eastwards; The Third Reich; Earthly Powers y Sacred Causes; Blood and Rage; y Moral Combat: A History of WW2. Estos han sido traducidos a 20 idiomas.
Ganó en 2001 el Premio Samuel Johnson de no ficción, así como tres premios para documentales de televisión basados en sus trabajos, en particular un premio del British Film Institute por Selling Murder (Channel 4 TV) y un NYTV Festival Award por Heil Herbie.
Escribe comentarios y opiniones sobre asuntos internacionales en diversos periódicos como el Wall Street Journal, el Daily Telegraph o el Daily Mail.
Michael Burleigh está casado con Linden Burleigh. Viven en el centro de Londres.

## Obras
- Burleigh, Michael (2002). El Tercer Reich: Una nueva historia. Penguin Random House. ISBN 84-306-0458-8.
- Burleigh, Michael (2013). Poder terrenal: Religión y política en Europa. De la Revolución Francesa a la Primera Guerra Mundial. Taurus. ISBN 9788430608904.
- Burleigh, Michael (2014). Pequeñas guerras, lugares remotos: Insurrección global y la génesis del mundo moderno. Penguin Random House. ISBN 9788430609598.[5]
- Burleigh, Michael (2013). Causas sagradas: Religión y política en Europa. De la Primera Guerra Mundial al terrorismo islamista. Penguin Random House. ISBN 9788430609567.
- Burleigh, Michael (2013). Sangre y rabia. Una historia cultural del terrorismo. Penguin Random House. ISBN 9788430608720.
- Burleigh, Michael (2013). Combate moral. Una historia de la Segunda Guerra Mundial. Penguin Random House. ISBN 9788430600007.